# Fake Plastic Trees
Singles de Radiohead
Planet Telex/High and Dry
(1995) Just
(1995)
Fake Plastic Trees est une chanson du groupe britannique Radiohead, issue de leur deuxième album The Bends, sorti en 1995. C'est également le troisième single extrait de cet album.
Cette chanson semble aborder le thème de la consommation de masse. D'après le chanteur Thom Yorke, elle fait référence à Canary Wharf à Londres.
La chanson a été enregistrée par le groupe juste après un concert de Jeff Buckley auquel le quintet a assisté. Thom Yorke aurait enregistré la partie vocale en seulement deux prises avant de s'effondrer en sanglots dans le studio. Cette prise vocale qui ne devait être que provisoire, et donc réenregistrée ultérieurement, s'avéra parfaite et fut donc conservée.
La vidéo accompagnant le single montre le groupe dans un supermarché, déambulant dans des caddies parmi d'autres personnages.
La chanson a été classée 68e meilleure chanson britannique de tous les temps par XFM en 2010.

## Liste des morceaux

### CD 1
1. Fake Plastic Trees - 4:50
2. India Rubber - 3:26
3. How Can You Be Sure? - 4:21

### CD 2
1. Fake Plastic Trees - 4:50
2. Fake Plastic Trees (acoustic) - 4:41
3. Bullet Proof... I Wish I Was (acoustic) - 3:34
4. Street Spirit (Fade Out) (acoustic) - 4:26

## Anecdotes
- Fake Plastic Trees est reprise par le groupe Marillion sur son album Unplugged At The Walls (1999). Elle est également reprise sur scène par KT Tunstall ainsi que par Mickels Réa, vainqueur de la huitième saison de Star Academy, sur l'album En toute Intimité (12/2008).
- Elle a aussi été reprise par le groupe We the Living (en).
- La chanson apparaît sur la bande originale du film Clueless.
- Le titre apparaît dans la série américaine Entourage (épisode 7, saison 5).